# ويلي ويلسون
ويلي ويلسون (بالإنجليزية: Willy Wilson)‏ (و. 1980  م) هو لاعب كرة السلة، من الفلبين، ولد في لوس أنجلس، يلعب كلاعب هجوم صغير الجسم.

## التعليم
تعلم في جامعة ديلا ساليه.